# Estação Mouton-Duvernet
Mouton-Duvernet é uma estação da linha 4 do Metrô de Paris, localizada no 14.º arrondissement de Paris.

## Localização
A estação está situada na avenue du General Leclerc ao nível da rue Mouton-Duvernet.

## História
A estação foi aberta em 30 de outubro de 1909.
Seu nome vem da rue Mouton-Duvernet, próxima da estação, nomeada em honra do general Mouton-Duvernet.
A estação foi renovada no início de 1969, com uma nova decoração com base em telhas laranjas, que será então apelidada de "estilo Mouton". Vinte e outras estações foram transformadas no mesmo modelo durante os anos seguintes. Mas ela perdeu o estilo "laranja" desde 13 de março de 2007, após a sua renovação no âmbito do programa "Renouveau du métro" como na estação Gare de l'Est nas linhas 5 e 7.

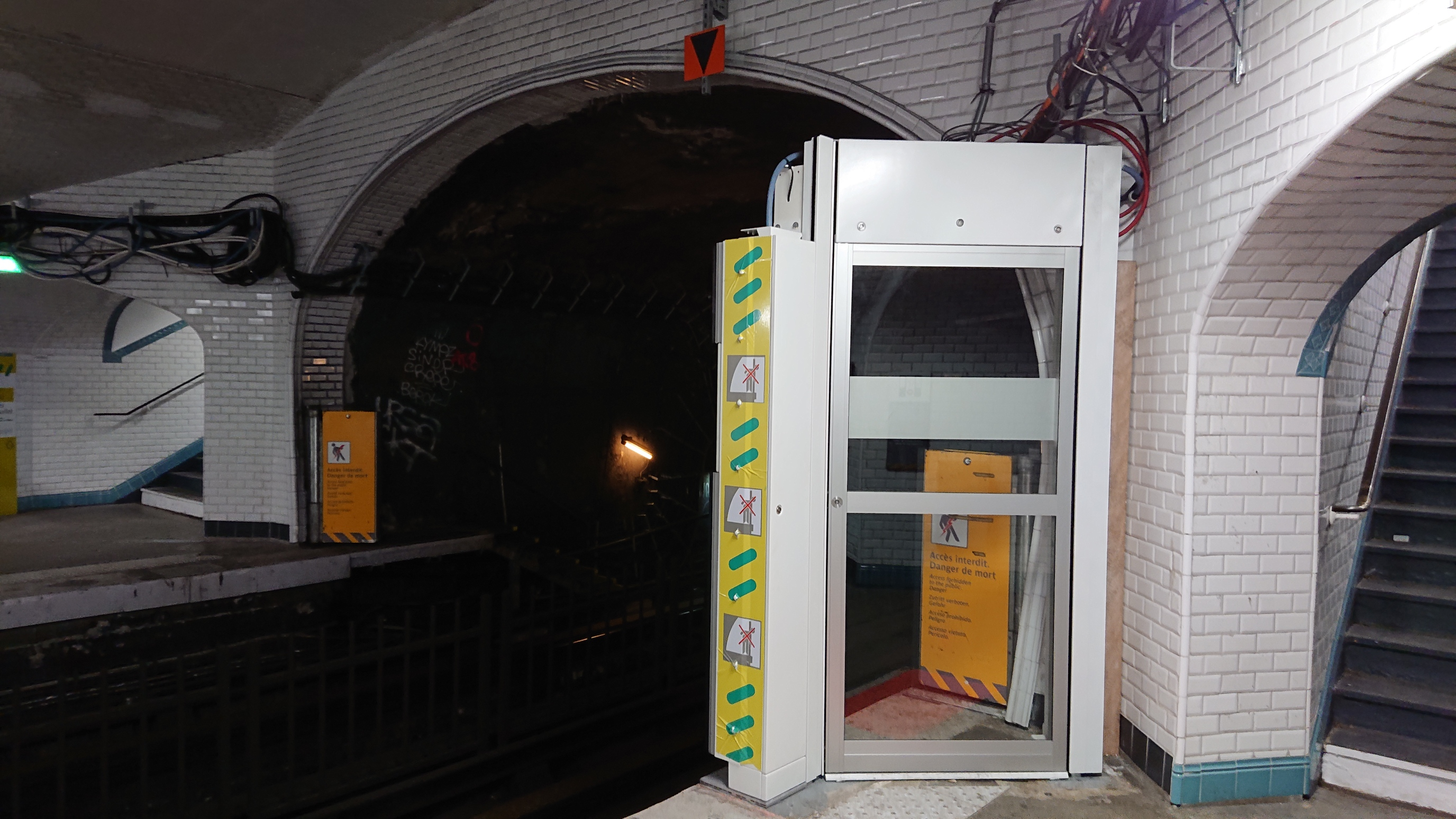
Elemento das portas de plataforma durante a instalação.

Em 2011, 1 690 457 passageiros entraram nesta estação. Ela viu entrar 1 688 932 passageiros em 2013, o que a coloca na 268ª posição das estações de metrô por sua frequência em 302.

No âmbito da automatização da linha 4, a estação foi a primeira a ser equipada com fachadas de plataforma. A colocação de um primeiro elemento foi realizada em junho de 2018 e o equipamento foi concluído em agosto de 2018.

## Serviços aos Passageiros

### Acessos

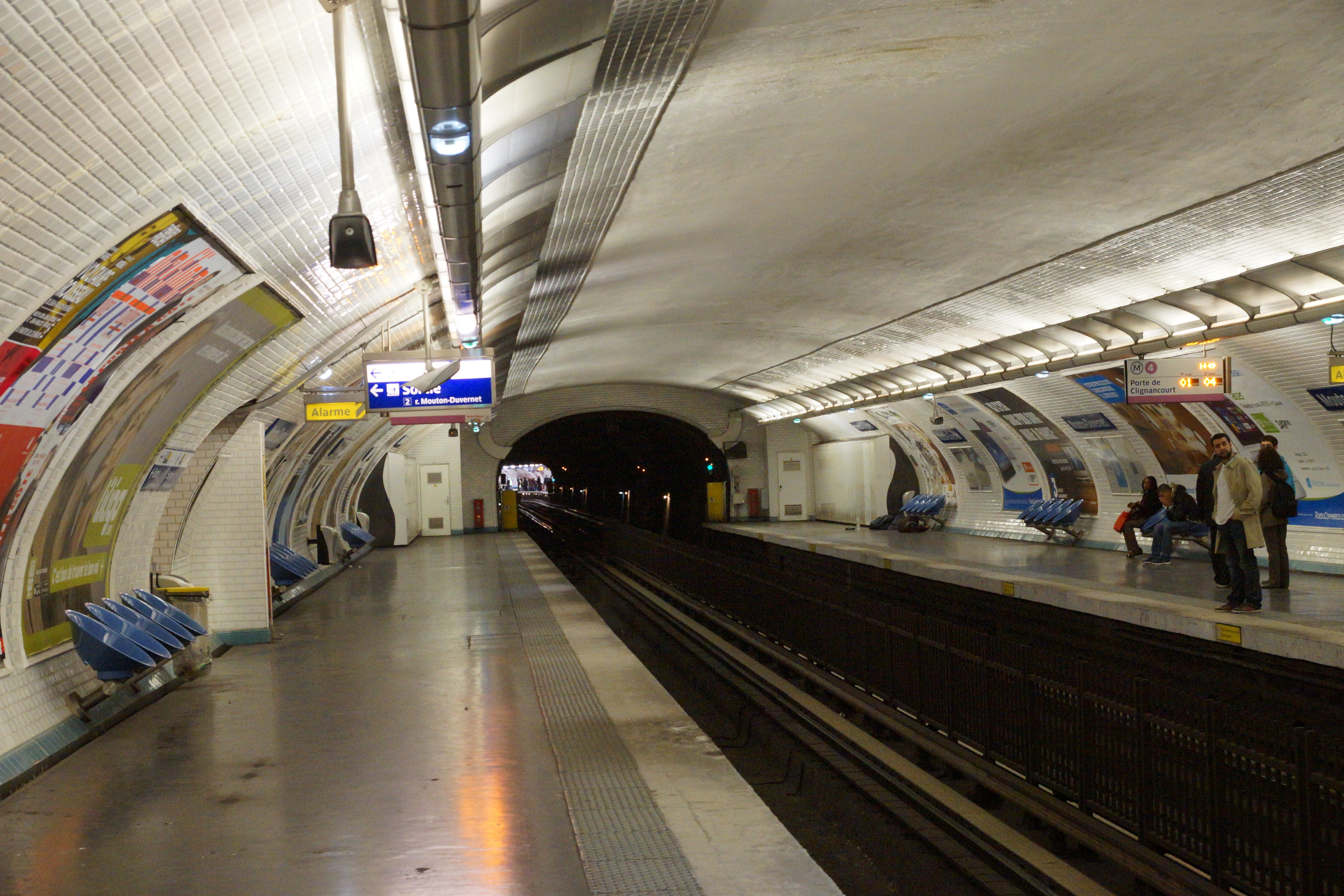
A plataforma de estação, visto em direção do norte. No fundo, a estação Denfert-Rochereau é visível.

A estação tem dois acesso nos números 36 e 40-42 da avenue du Général Leclerc. Um deles possui uma edícula Guimard.

### Intermodalidade
A estação é servida pelas linhas 38 e 68 da rede de ônibus RATP e, à noite, pelas linhas N14 e N21 da rede de ônibus Noctilien.

## Pontos turísticos
- Prefeitura do 14.º arrondissement